# 이언 스탠리
이언 크리스토퍼 스탠리(영어: Ian Christopher Stanley, 1957년 2월 28일 ~ )는 영국의 음악가, 작곡가, 음반 제작자이다. 그는 이전에 1980년대 대부분 영국 밴드 티어스 포 피어스의 멤버였으며, 그들의 두 번째 정규 앨범 Songs from the Big Chair의 멀티 플래티넘 판매에 중요한 역할을 했다.